# 5786 (année hébraïque)
5786 (hébreu : ה'תשפ"ו , abbr. : תשפ"ו) est une année hébraïque qui commencera à la veille au soir du 23 septembre 2025 et se finira le 11 septembre 2026. Cette année comptera 354 jours. Ce sera une année simple dans le cycle métonique, avec un seul mois de Adar. Ce sera la quatrième année depuis la dernière année de chemitta.

## Calendrier
Ce calendrier hébraïque de l'année 5786 donne les correspondances avec les dates du calendrier grégorien.
Le premier nombre dans chaque case correspond au jour du mois hébraïque. Les jours en couleurs sont des jours remarquables juifs ou israéliens.
| ◄◄ | 5786 | ►► |

## Décès
5781 - 5782 - 5783 - 5784 - 5785 - 5786 - 5787 - 5788 - 5789 - 5790 - 5791